# When Eden Burns
When Eden Burns – trzeci album studyjny szwedzkiego zespołu power metalowego Persuader.

## Lista utworów
1. "Twisted Eyes" – 5:21
2. "Slaves of Labour" – 5:08
3. "Sending You Back" – 6:04
4. "R.S - Knights" – 3:47
5. "The Return" – 5:52
6. "When Eden Burns" – 5:13
7. "Judas Immortal" – 5:50
8. "Doomsday News" – 4:56
9. "Zion" – 3:08
10. "Enter Reality" – 5:04
11. "Alight the Heavens" – 4:33 (dodatkowy utwór na japońskim wydaniu)

## Twórcy
- Jens Carlsson - śpiew
- Emil Norberg - gitara prowadząca
- Efraim Juntunen - instrumenty perkusyjne
- Daniel Sundbom - gitara
- Fredrik Hedström - gitara basowa